# Segunda División 2018-19 LNB (Chile)
La Temporada 2018-19 de la Segunda División LNB (Chile), es la segunda categoría del baloncesto nacional. El campeonato comenzó el 6 de octubre de 2018. A esta liga, se unen clubes a modo de postulación, en el cual tienen que tener ciertos requisitos que la LNB pide para participar. 
En la temporada anterior, los equipos ascendidos a la Liga Nacional de Básquetbol 2018-19 fueron: CD Atlético Puerto Varas (por parte de la Conferencia Sur) y Club Boston College (por parte de la Conferencia Centro), aunque este último desistió de participar por problemas económicos y en su lugar invitaron a AB Temuco (que tras la invitación, pasó de ser parte de la conferencia sur a la conferencia centro). Este cambio fue importante, ya que hizo que la Conferencia Sur se quedara con solo 4 equipos e hicieron un periodo extraordinario de postulación, en el cual se unieron 2 equipos más, los cuales fueron: CDSC Achao y CD La Unión.

## Sistema de campeonato[2]
Este torneo cuenta con dos conferencias: centro (con un total de 9 equipos) y sur (con un total de 6 equipos).
Tiene una fase regular y una fase de playoffs.  

### Fase regular
En esta fase, los equipos se enfrentan por conferencia en un sistema de todos contra todos a dos ruedas. Al finalizar esta fase, los 4 equipos mejores ubicados de cada conferencia pasan a la fase de playoffs.

### Fase de Playoffs
Semifinales y Final de conferencia, se jugarán al mejor de 3 partidos. El campeón de cada conferencia, asciende a la Liga Nacional de Básquetbol 2019-20. Para finalizar la temporada, hay una final nacional entre estos dos equipos a partido único, para coronar al campeón de la Segunda División LNB Chile 2018-19.

## Fase regular
|    | Club                 | PTS | PJ | PG | PP | DIF  |
| -- | -------------------- | --- | -- | -- | -- | ---- |
| 1. | CD Manquehue         | 29  | 16 | 13 | 3  | +209 |
| 2. | CD Quilicura Basket  | 28  | 16 | 12 | 4  | +200 |
| 3. | CD Liceo Curicó      | 28  | 16 | 12 | 4  | +96  |
| 4. | CD Alemán Concepción | 24  | 16 | 8  | 8  | +26  |
| 5. | CD Arturo Prat       | 22  | 16 | 6  | 10 | -131 |
| 6. | CD Stadio Italiano   | 22  | 16 | 6  | 10 | -77  |
| 7. | CD Brisas            | 22  | 16 | 6  | 10 | -39  |
| 8. | CD Sergio Ceppi      | 21  | 16 | 5  | 11 | -74  |
| 9. | Tinguiririca SF      | 20  | 16 | 4  | 12 | -210 |

|    | Club                     | PTS | PJ | PG | PP | DIF  |
| -- | ------------------------ | --- | -- | -- | -- | ---- |
| 1. | CEB Puerto Montt         | 19  | 10 | 9  | 1  | +278 |
| 2. | CD Pumas Puerto Montt    | 18  | 10 | 8  | 2  | +74  |
| 3. | Escuela Alemana Paillaco | 16  | 10 | 6  | 4  | -4   |
| 4. | CD La Unión              | 15  | 10 | 5  | 5  | -11  |
| 5. | CDSC Achao               | 11  | 10 | 1  | 9  | -205 |
| 6. | CD Liceo Pablo Neruda    | 11  | 10 | 1  | 9  | -138 |

## Fase de Playoffs

### Semifinales de Conferencia
| CD Manquehue         | 95 | 77 |
| CD Alemán Concepción | 57 | 70 |

| CD Quilicura Basket | 77 | 81 | 76 |
| CD Liceo Curicó     | 76 | 83 | 62 |

| CEB Puerto Montt | 92 | 86 |
| CD La Unión      | 38 | 58 |

| CD Pumas Puerto Montt    | 85 | 73 |
| Escuela Alemana Paillaco | 91 | 87 |

### Finales de Conferencia
| CD Manquehue        | 95 | 73 | 86 |
| CD Quilicura Basket | 89 | 75 | 98 |

| CEB Puerto Montt         | 84 | 73 |
| Escuela Alemana Paillaco | 69 | 58 |

### Final Nacional

#### CEB Puerto Montt v/s CD Quilicura Basket
| 28 de enero | CEB Puerto Montt | 103–65  | CD Quilicura Basket | Puerto Montt, Chile          |  |
|             |                  |         |                     |                              |  |
|             |                  | Reporte |                     | Pabellón: Gimnasio Municipal |  |

CEB Puerto Montt

Campeón

Primer título